# Acura

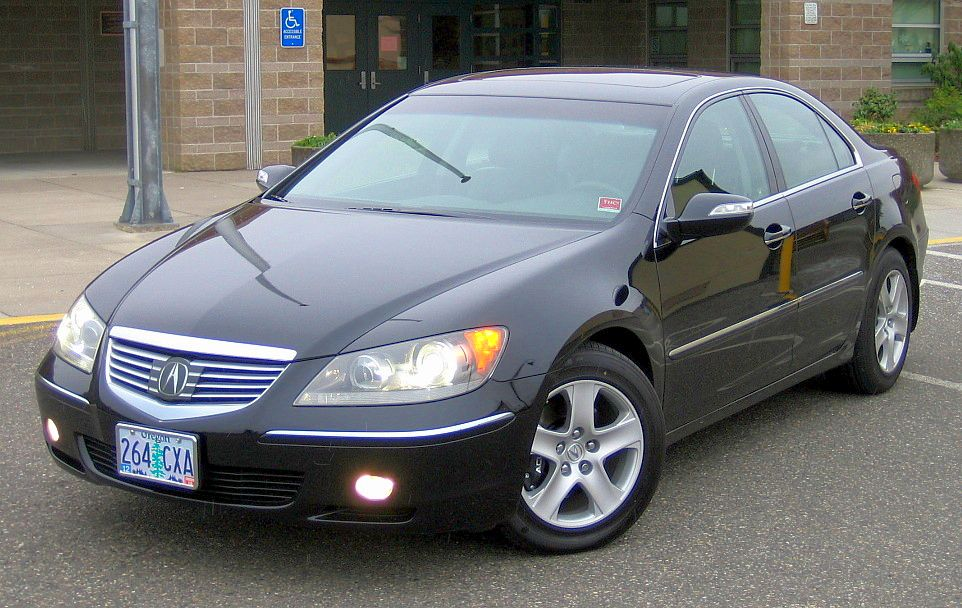
Acura RL

Acura  (/ ækjʊrə /) este divizia de autoturisme de lux a concernului Honda.
Acura este o marcă japoneză utilizată de Honda în SUA, Canada, Mexic și Hong Kong pentru a deviza piața automobilelor de lux. Până la apariția acestui brand, automobilele din Japonia erau privite în primul rând ca economice și destul de calitative din punct de vedere tehnic.
Marca a fost lansată în Statele Unite și Canada pe 27 martie 1986, ca marketing de lux, performanță și vehicule de înaltă performanță. A fost introdusă în Hong Kong în 1991, Mexic în 2004, China în 2006, Rusia în 2014 (nu mai este disponibilă în Rusia) și Kuweit în 2015 și este vândut și în Ucraina. Planul Honda de a introduce Acura pe piața internă japoneză (JDM) în 2008 a fost amânat din motive economice, iar ulterior ca urmare a crizei financiare din 2008. 
Acura deține distincția de a fi primul brand japonez de lux pentru automobile. Crearea lui Acura a coincis cu introducerea unui canal de vânzări JDM Honda, numit Honda Clio, care a vândut vehicule de lux, care au aderat la Honda Verno, urmat de Honda Primo în anul următor. În primii ani de existență, Acura a fost printre cele mai vândute mărci de lux din SUA. Deși vânzările au scăzut la mijlocul anilor 90, marca a cunoscut o revigorare la începutul anilor 2000, datorită redesign-urilor drastice și introducerii de noi modele.
La sfârșitul anilor 1980, succesul primului vehicul pilot al companiei, Legend, a inspirat autoturismele japoneze Toyota și Nissan să își lanseze propriile mărci de lux, respectiv Lexus și Infiniti. Lansarea din 1990 a modelului NSX, o mașină sport exotică, a oferit o alternativă fiabilă și practică la mașinile sportive europene exotice și a introdus sistemul VTEC de schimbare a supapelor VTEC pe piața nord-americană. Cuplul Legend din 1993 a reprezentat prima utilizare de către Honda la o transmisie manuală cu șase trepte, combinată cu un motor de tip II. La sfârșitul anilor 1990, Acura a produs o versiune de tip R coupe compactă Integra, care avea o greutate redusă, o suspensie mai rigidă și mai joasă și un motor VTEC de mare putere.
La începutul anilor 2000, Acura a introdus noi modele, inclusiv primul SUV all-original, MDX și două modele care au înlocuit coupe-ul integra și sedanul, respectiv RSX și TSX. Versiunile tip RS ale lui RSX, CL și TL au fost adăugate la gama de mărci în decursul acelui deceniu. Acura RL 2005 al companiei Acura a introdus SH-AWD, un sistem de tracțiune integrală cu vectorizare a cuplului. RDX 2007, un SUV crossover, a reprezentat prima utilizare în America de Nord a unui motor Honda turbocharged. În 2010, Acura a debutat cu mai multe modele noi, printre care ILX, TLX și RLX, dintre care, cele din urmă au introdus farurile Acura Jewel Eye LED. O a doua generație NSX a fost lansată în 2016 și are o transmisie cu două turbine, o transmisie cu două ambreiaje, cu nouă trepte și un model Sport Hybrid SH-AWD.

## Istoria emblemei Acura
Este o mare asemănare între cele două embleme, Acura și Honda. Logoul Honda este reprezentat de litera „H”, iar dacă ne uităm la logoul Acura, acesta este reprezentat de litera „A”, dar la care vârful este despicat și ne aduce cu gândul la litera „H”, această stilizare a literei „A” este de fapt și o istorie auto, îndrumându-ne către rădăcinile brandului Acura, la Honda.